# Chuquiraga morenonis
Chuquiraga morenonis es una especie de planta con flor de la familia Asteraceae. Es originaria de Argentina.

## Taxonomía
Chuquiraga morenonis fue descrita por (Kuntze) C.Ezcurra y publicado en Darwiniana 26: 256. 1985.
Sinonimia
- Chuquiraga argentea (Speg.) Speg.
- Chuquiraga kingii Speg.
- Chuquiraga spinosa var. morenonis Kuntze
- Doniophyton argenteum Speg.[3]